# Corythalia modesta
Corythalia modesta là một loài nhện trong họ Salticidae.
Loài này thuộc chi Corythalia. Corythalia modesta được Arthur Merton Chickering miêu tả năm 1946.